# گودوی کروز (مندوزا)
گودوی کروز (به اسپانیایی: Godoy Cruz) یک منطقهٔ مسکونی در آرژانتین است که در بخش گودوی کروز واقع شده‌است. گودوی کروز ۱۹۱٬۲۹۹ نفر جمعیت دارد.